# De wereld een dansfeest
De wereld een dansfeest. Roman is een roman van Arthur van Schendel die verscheen in 1938.

## Geschiedenis
De wereld een dansfeest werd omstreeks 1936 geschreven. Van Schendel schreef er ook een inleiding bij maar keurde die af voor publicatie. Het boek verscheen in 1938 bij zijn vaste uitgever J.M. Meulenhoff.
De manuscripten van de roman en van de ongepubliceerde inleiding zijn in bezit van de erven van de schrijver en berusten in het Nederlands Letterkundig Museum.
De roman wordt door sommigen als een van de belangrijkste werken van Van Schendel beschouwd. Zo stelde Simon Vestdijk het met Het fregatschip Johanna Maria het hoogst in Van Schendels oeuvre. Ook de Van Schendel-vorsers F.W. van Heerikhuizen en G.H. 's-Gravesande sloegen het werk hoog aan. Vooral de ingenieuze, naar de dans verwijzende vertelvorm en het gebruikmaken van het meervoudig vertelperspectief, waarbij het verhaal van twee hoofdpersonages verteld wordt in 19 hoofdstukken vanuit evenzovele ik-vertellers, golden als verrassend en vernieuwend.

### Uitgave
De eerste druk van het werk verscheen in 1938 bij Uitgeverij J.M. Meulenhoff te Amsterdam, voorzien van een stofomslag ontworpen door Rein Snapper. Tot 1976 verschenen er nog de tweede tot en met de dertiende druk, de laatste bij Em. Querido's Uitgeverij in de reeks Salamanderpockets, alvorens het werd opgenomen in het vijfde deel van het Verzameld werk. Daarna verschenen er nog verschillende drukken, de 23e in 1997.

#### Luxe uitgave
Van deze uitgave verscheen een luxe, met numerator genummerde editie in een oplage van 25 exemplaren, gedrukt op Oud-Hollandsch papier van de firma Van Gelder Zonen.